# Valle de Sedano
Valle de Sedano è un comune spagnolo di 427 abitanti situato nella comunità autonoma di Castiglia e León.

## Geografia antropica
Il comune comprende le seguenti località:
- Sedano (capoluogo)
- Cortiguera
- Cubillo del Butrón
- Escalada
- Gredilla de Sedano
- Moradillo de Sedano
- Mozuelos de Sedano
- Nidáguila
- Nocedo
- Orbaneja del Castillo
- Pesquera de Ebro
- Quintanaloma
- Quintanilla Escalada
- Terradillos de Sedano
- Turzo
- Valdelateja